# Aeroportul Internațional Maramureș
|  |

Aeroportul Internațional Maramureș este un aeroport care deservește municipiul Baia Mare, reședința județului Maramureș, România. Aeroportul este situat în apropiere de Baia Mare pe teritoriul orașului Tăuții Măgherăuș la aproximativ 9 km față de centrul municipiului. 
Activitatea aeroportului se desfășoară conform normelor Organizației Internaționale a Aviației Civile (ICAO), Regulamentului (UE) 2018/1139, Regulamentului (UE) nr. 139/2014, Codului Aerian al României precum și cu Hotărârea Consiliului Județean Maramureș nr. 226/2020.

## Istoric
- 24 august 1929 – prima aterizare a unui avion în zona Baia Mare.
- 19 august 1951 – inaugurarea Aeroportului Baia Mare pe imașul Recea.
- 1964 – începe construcția pistei pe noul amplasament.
- 10 ianuarie 1966 – inaugurarea Aeroportului Baia Mare pe noul amplasament la Tăuții Măgherăuș.
- 1977–1979 – pista este prelungită cu 400 m (de la 1.400 m la 1.800 m).
- 21 iulie 1979 – aeroportul este redeschis.
- 1991 – se înființează R.A. Aeroportul Baia Mare.
- 1994 – se inaugurează noua aerogară.
- 6 august 1997 – aeroportul trece de sub autoritate Ministerului Transporturilor în cea a Consiliul Județean Maramureș.
- 2002 – se obține certificatul de operare a aerodromului.
- 1 august 2007 – Aeroportul Baia Mare este declarat aeroport internațional.
- 2008 – clădirea aerogării este modernizată și extinsă.
- 2011 – balizajul și iluminarea pistei sunt modernizate.
- 2011 – se obține certificarea de aeroport internațional.
- 2011–2012 – este pus în funcțiune sistemul de aterizare instrumentală ILS.
- 2015–2018 – pista este prelungită cu 350 m (de la 1.800 m la 2.150 m).
- 27 aprilie 2017 – aeroportul își schimbă denumirea în  „Aeroportul Internațional Maramureș”.
- 2017 – este reînnoit certificatul de operare a aerodromului.
- 22 iunie 2018 – aeroportul este redeschis.

Prima aterizare a unei aeronave la Baia Mare a avut loc pe 24 august 1929, la bordul acesteia aflându-se principesa Ileana a României, care a vizitat Baia Mare, întorcându-se la Brașov în după-amiaza acelei zile. Aterizarea s-a facut pe un teren între Baia Mare și comuna Recea lângă pădurea Lăpușel. Deși unele surse susțin că în 1929 Regina Maria a României a vizitat orașul sosind cu o aeronavă Gourdou-Leseurre a Flotilei de Aviație de Gardă Someșeni, Cluj și nu principesa Ileana, acest fapt este infirmat de alte surse bazate pe presa acelor vremuri. De aemenea, avioanele Gourdou-Leseurre de orice tip erau monoloc iar unitatea Aeronauticii Regale Române de la Someșeni, Cluj a purtat numele Flotila 2 Aeronautică de Gardă „Regele Carol al II-lea” doar din ianuarie 1931, până atunci numindu-se Grupul 2 Aeronautic.
În 1938, a fost înființat Grupul Operativ „Mureșul” cu cartierul general la Baia Mare iar lângă oraș a fost dislocată o parte din Flotila 2 Aeronautică de Gardă „Regele Carol al II-lea” (fostul Grup 2 Aeronautic) de la Someșeni, Cluj.
Primul aeroport a fost inaugurat pe 19 august 1951 și a fost amplasat în zona unde avusese loc prima aterizare a unui avion în 1929, pe imașul dintre orașul Baia Mare și comuna Recea, pe lângă șoseaua care duce la Cluj și terenul pe care fusese pădurea Lăpușel, defrișată în anii '30. Cu această ocazie s-a efectuat și prima cursă cu pasageri cu un avion Lisunov Li-2. Aeroportul se întindea pe un teren lung de 1.000 m și lat de 300 m cu o suprafață de 30 ha, pe care erau situate un hangar și o clădire mică care era atât aerogară cât și centru de control al navigației aeriene. Acel aeroport nu avea o pistă de zbor betonată astfel cel mai însemnat neajuns al său era că pe timp ploios devenea impracticabil. La data de 2 septembrie 1956 pe acel aeroport a fost inaugurată stația Aviației Sanitare Aviasan. Aeroportul Baia Mare a funcționat lângă Recea până când a fost mutat pe actualul amplasament pe teritoriul localității Tăuții Măgherăuș, în 1964 începând construcția pistei betonate. Ulterior pe vechiul amplasament, între 1977-1982, a fost construit un turn de parașutism înalt de 80 m.

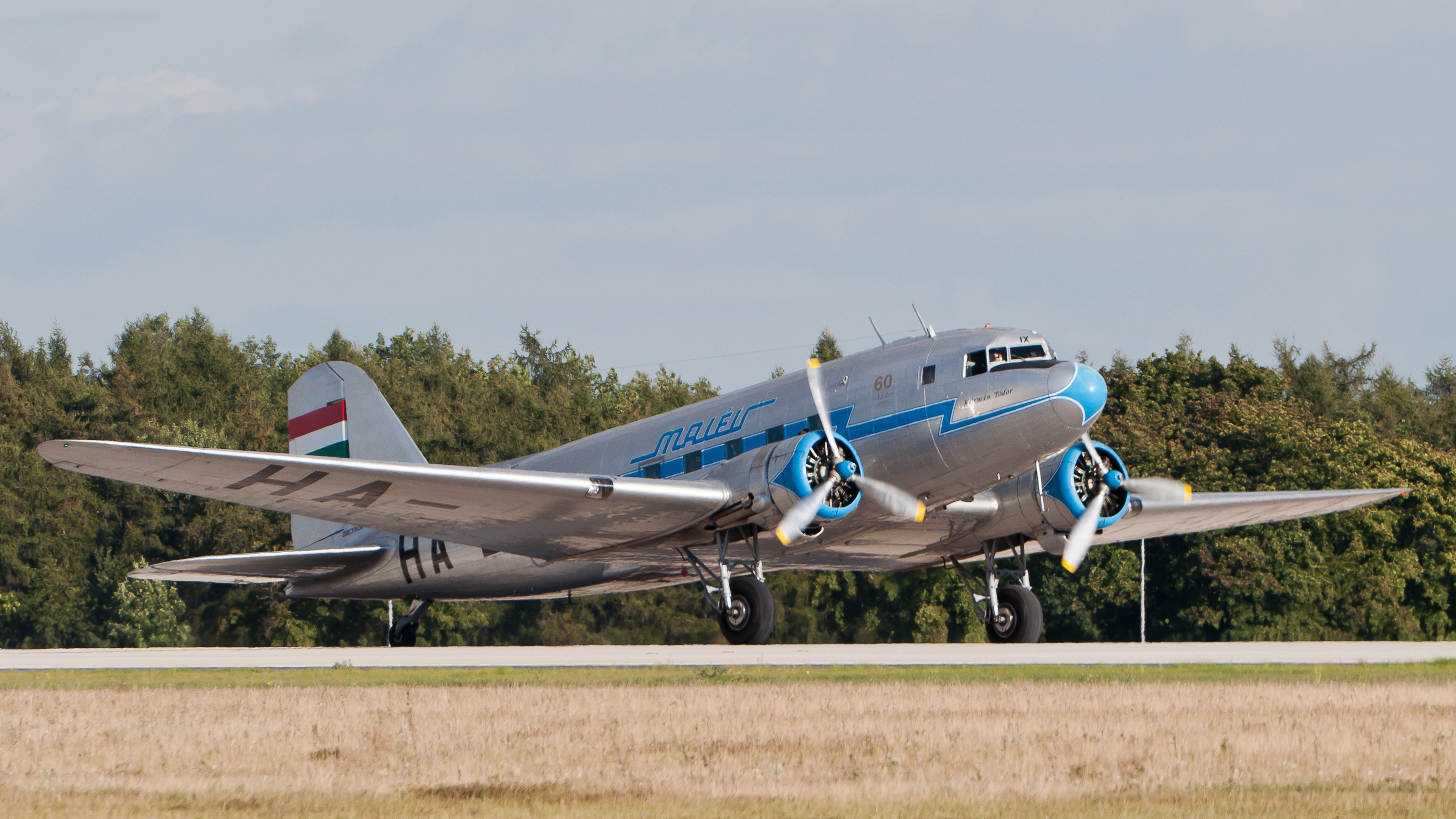
Avion de pasageri Lisunov Li-2

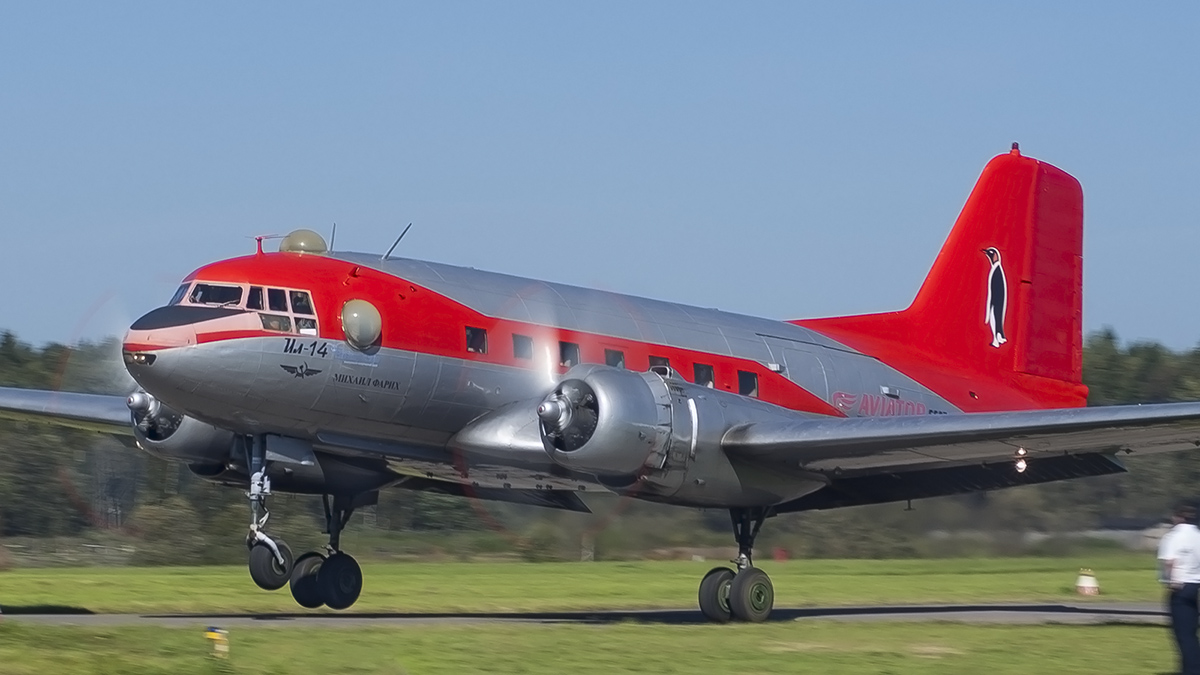
Avion de pasageri Iliuşin Il-14

Lucrările de extindere și modernizare la Aeroportul Internațional Maramureș în perioada 2016-2018

Noul aeroport a fost construit de către Șantierul nr. 54 din Baia Mare al Trustul de Construcții pentru Transporturi Cluj și a fost dotat cu tehnică adusă din U.R.S.S.. Pentru construcția pistei betonate s-au excavat aproximativ 80.000 m3 de pământ și s-au defrișat peste 120.000 m2 de pădure. Aeroportul a fost inaugurat pe 10 ianuarie 1966, cu această ocazie a aterizat și a decolat primul avion pe noul amplasament, un Iliușin Il-14. Aeronavele de mărime mică și medie au operat pe pista betonată care la acea vreme avea lungimea de 1.400 m. În intervalul noiembrie 1977 și iulie 1979, pista a fost prelungită până la lungimea de 1.800 m și lățimea de 30 m (plus acostamente de beton de 7,5 m de fiecare parte a pistei), aeroportul fiind redeschis pe 21 iulie 1979. De asemenea, platforma de îmbarcare-debarcare a fost mărită de aproximativ două ori. Portanța pistei avea valoarea PCN (Pavement Classification Number) 19. În 1992 prin divizarea Regiei Autonome „Administrația Națională a Aeroporturilor din România - ANAROM” a fost înființată Regia Autonomă „Aeroportul Baia Mare” având ca obiect de activitate administrarea și exploatarea bazei aeroportuare. Un nou terminal de pasageri a fost construit în 1994 pentru a corespunde numărului de pasageri deserviți. În 1997 aeroportul Baia Mare a trecut de sub autoritatea Ministerului Transporturilor în cea a Consiliul Județean Maramureș. Din iulie 2002 Aeroportul International Maramureș deține certificatul de operare a aerodromului, reînnoit în noiembrie 2017, conform normelor Organizației Internaționale a Aviației Civile (ICAO) și a Agenției Uniunii Europene pentru Siguranța Aviației (EASA), conform Anexei 14 ICAO și a Regulamentului (UE) nr. 139/2014 (anterior Regulamentului (UE) nr. 216/2008). Clădirea aerogării a fost modernizată și extinsă în 2008 iar în 2011 instalatiile electrice de balizaj și iluminat ale pistei au fost modernizate, înlocuindu-se vechiul balizaj de tip Calvert simplificat care folosea becuri galbene de 150 W și intensitate luminoasă fixă cu un balizaj categoria a II-a ICAO RACR-AD-PETA. La data de 1 august 2007, Aeroportul Baia Mare a fost declarat aeroport internațional., iar pe 23 aprilie 2008 s-a efectuat primul zbor internațional pe ruta Baia Mare-Viena. Certificarea de aeroport intern deschis traficului internațional (cursele în interiorul spațiului Schengen sunt considerate curse interne, iar cele în afara acestui spațiu sunt considerate curse internaționale) a fost obținută în anul 2011 și care corespunde cerințelor și criteriilor Acordului Schengen atât în ceea ce privește parte de dotări cât și sub aspectul procedurilor și a implicat o serie de investiții pe linia fluxurilor și a separarii zonelor publice de cele securizate ori de cele controlate; prezența pe aeroport a tuturor serviciilor certificate precum vamă, poliție de frontieră, controlul de securitate a pasagerilor și bagajelor; amenajarea spațiilor pentru azilanți, un sistem de afișaj corespunzător cerințelor ICAO și crearea de facilități pentru persoanele cu dizabilități. În intervalul 2011-2012  a fost instalat și pus în funcțiune sistemul de aterizare instrumentală ILS (Instrument Landing System) necesar pentru ghidarea aeronavelor la aterizarea în condiții meteo grele.
Pe 6 noiembrie 2015 operarea aeronavelor a fost suspendată iar pe 21 decembrie 2015 aeroportul a fost închis pentru modernizare și extindere, suma alocată inițial fiind de 9 milioane lei, dar ritmul lucrărilor a fost încetinit o perioadă din cauza contestațiilor privind licitația pentru executare lucrărilor apoi a lipsei surselor de finanțare și a diferitelor aprobări, avize și permise necesare astfel că termenul de finalizare a investiției care era 31 iulie 2016 a fost depășit. Pentru realizarea lucrărilor de modernizare s-a expropriat o suprafață de 27 ha de teren. Lucrările de dezvoltare și modernizare au dus la refacerea completă a pistei, s-a turnat 22 cm de beton asfaltic în mai multe straturi succesive, cantitatea fiind de 80.700 tone și s-a montat geogrilă pe o suprafață de 76.500 m2, a căilor de rulare, extinse la o lungime de 167 m și lățime de 18 m plus acostamente și a platformei de îmbarcare-debarcare extinsă la lungimea de 284 m și lățimea de 61 m, extinderea instalației de canalizare pluvială, dotarea cu un sistem luminos de ghidare la locurile de parcare aeronave și modernizarea suprafețelor de deservire pasageri și marfă situate între clădirea terminalului și platforma de îmbarcare-debarcare, capacitate terminalului fiind de 50 de pasageri/oră. Noile caracteristici ale pistei sunt: lungime 2.150 metri, lățime 45 metri, suprafață de asfalt cu portanță de minim PCN 57, noua portanță permițând operarea unor aeronave mediu curier de tip 4C (Airbus A320-200 și Boeing 737-800). Au fost aduse corecții la suprafețele speciale ale pistei (banda pistei, zona de siguranță a capătului pistei RESA-Runway End Safety Area, zona de calare radioaltimetrică, zona de securitate, zona de deservire a pasagerilor) și s-au realizat achiziții de echipamente și sisteme de securitate aeroportuară. Sistemul de aterizare instrumentală ILS și luminile aeronautice, inclusiv firul director, au fost reconfigurate și extinse, pentru a permite operarea aeronavelor mediu curier în condiții ILS CAT I și CAT II. De asemenea 3 ha de pădure de lângă aeroport ce puneau în pericol siguranța zborurilor au fost defrișate iar terenul Aeroclubului Teritorial „Alexandru Papana” Baia Mare, aflat în domeniul public al statului, a fost trecut în domeniul public al județului Maramureș, în scopul realizării împrejmuirii de securitate necesară pentru ca perimetru aeroportului să devină frontieră de stat. Datorită extinderii pistei de zbor s-a construit un pod peste râul Băița cu o lungime de 36 m și o lățime de 11 m fiind deviate atât râul Băița pe o distanță de 1050 m cât și D.C. 97 Bozânta Mare pe o distanță de 1330 m.
La data de 27 aprilie 2017 numele aeroportului a fost schimbat din „Aeroportul International Baia Mare” în „Aeroportul International Maramureș”.
Pe 22 iunie 2018 aeroportul a fost redeschis traficului aerian, iar la data de 6 septembrie 2018 au fost reluate zborurile. La sfârșitul anului 2018, lucrările la aeroport au fost achitate integral. În decembrie 2020 s-au inițiat procedurile pentru modernizarea si extinderea terminalui de pasageri.
În incinta Aeroportului Internațional Maramureș și a Aeroclubului Baia Mare se desfășoară evenimentele „Maramures Airshow”, „Fiesta baloanelor” (Maramures Balloon Fiesta) și diverse curse auto-moto.

## Acces și facilități
Aeroportul Internațional Maramureș este situat pe Strada 66 nr.22 (D.J. 109J), din Tăuții Măgherăuș, la aproximativ 1,2 km de D.N.1C, parte a drumului european E58. Este amplasat la aproximativ 2,6 km față de centrul orașului și la aproximativ 9 km față de centrul municipiului Baia Mare, aflându-se la aproximativ 63 km de frontiera cu Ungaria (P.T.F. Petea) și la aproximativ 76 km de frontiera cu Ucraina (P.T.F. Sighetu Marmației). Cele mai apropiate gări de cale ferată sunt Gara Bușag (la 6 km) și Gara Baia Mare (la 8 km) situate pe Magistrala CFR 400. Cel mai apropiat punct feroviar de trecere a frontierei, Valea lui Mihai, se află la 127 km din Gara Baia Mare și la 116 km din Gara Bușag. Cele mai apropiate autogări sunt Autogara Baia Mare (la 8 km) și Autogara Fany Baia Mare (la 7 km). Cea mai apropiată stație de pe traseul liniilor de autobuz 7, 5/7, 7/6, 7/13, 7/29, 13, 13/7 și 29 ale S.C. URBIS S.A. Baia Mare, operatorul regional de transport public de persoane pentru Zona Metropolitană Baia Mare, se află la aproximativ 2 km pe Strada 1 (D.N.1C). În incinta aeroportului funcționează un birou de închiriat autovehicule.
Terminalul de pasageri are capacitate de 50 de pasageri/oră, suprafața zonei de regrupare aferentă terminalului la plecări este de aproximativ 150 m2, asigurând o capacitate de deservire pentru maxim 100 de pasageri, zona de sosiri este comună pentru zborurile interne și internaționale, având o suprafață de 35 m2 iar zona publică are o suprafața de aproximativ 180 m2. Aeroportul Internațional Maramureș dispune de o parcare gratuită cu capacitate de 70 de locuri pentru autoturisme, 2 locuri pentru persoane cu dizabilități și 1 autocar. În zona de plecări a terminalului se află un restaurant, un cafe bar, două automate cu produse alimentare și două automate de cafea iar în zona de sosiri se află un automat de cafea. Pasageri au acces la un bancomat și pot folosi gratuit o rețea Wi-Fi. Aeroportul dispone de un salon „Mama și copilul”, special dotat și utilat pentru îngrijire și asistență, cabinet medical care prestează servicii de asistență medicală de specialitate, o ambulanță și două autospeciale de salvare și stingere a incendiilor. Pentru persoanele cu mobilitate redusă accesul în terminal se poate face pe rampe special amenajate, iar în aeroport se găsesc toalete care permit utilizarea lor de către persoanele care se deplasează în cărucior.
Aeroportul Internațional Maramureș este unul dintre punctele de aterizare pentru elicopterele SMURD si ale MAI din județul Maramureș.

## Destinații și trafic

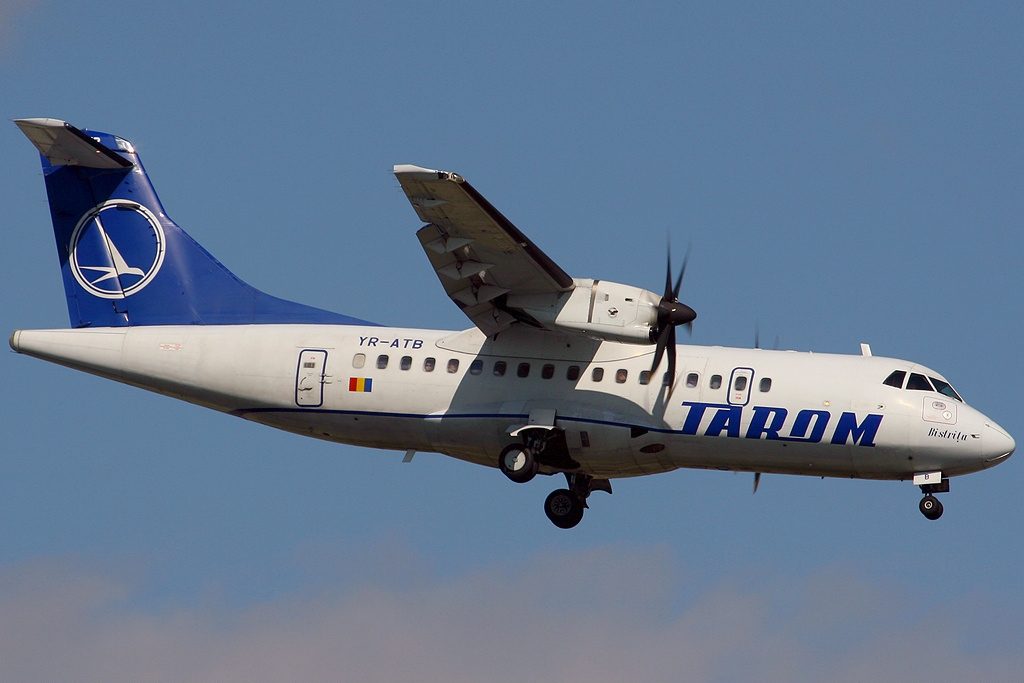
Avion de pasageri ATR 42-500. Acest tip de avion este folosit de către TAROM pe ruta Baia Mare – București

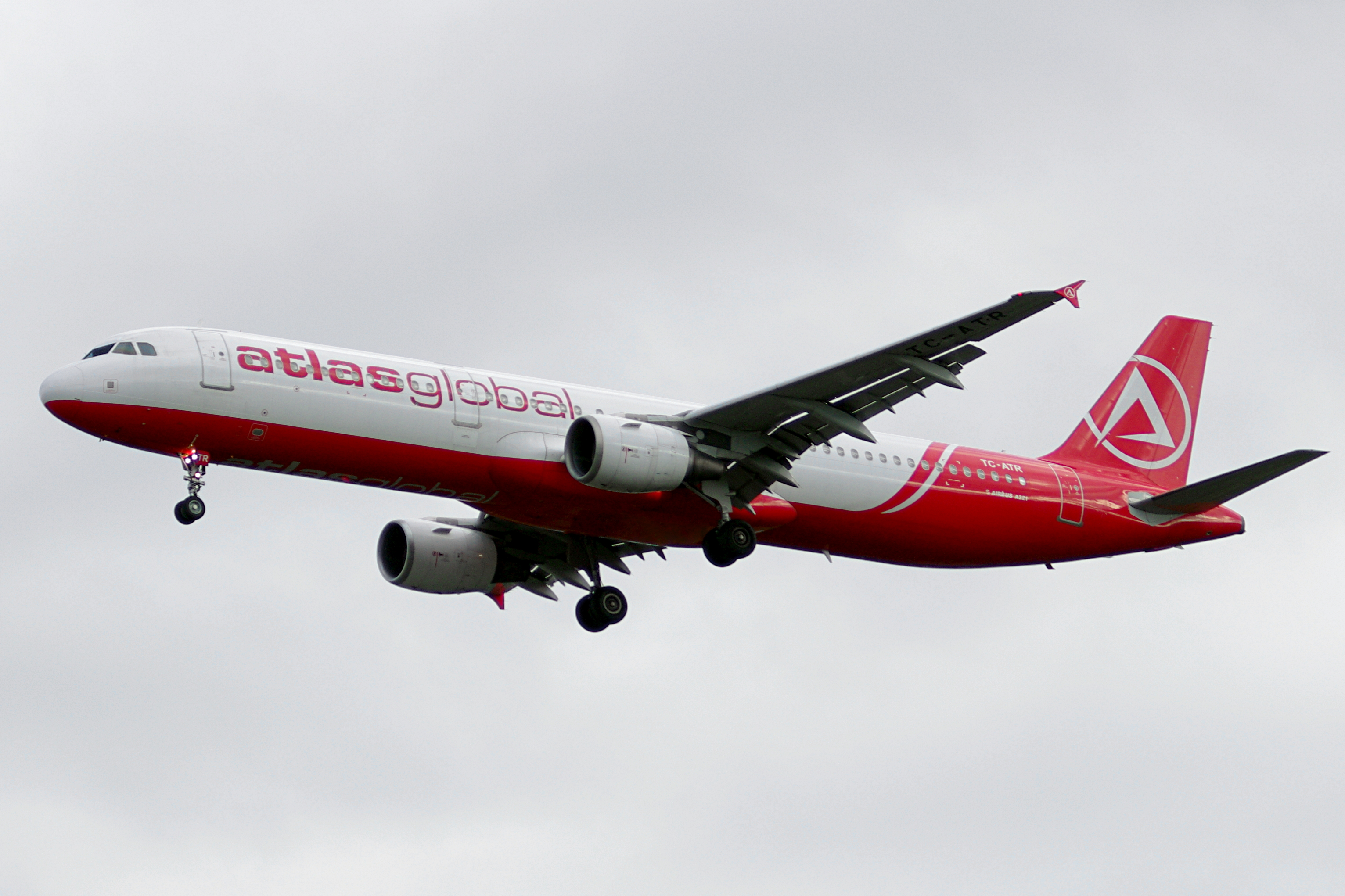
Avion de pasageri Airbus A321. Acest avion a fost folosit de către AtlasGlobal în august 2019 pe ruta Baia Mare – Antalya

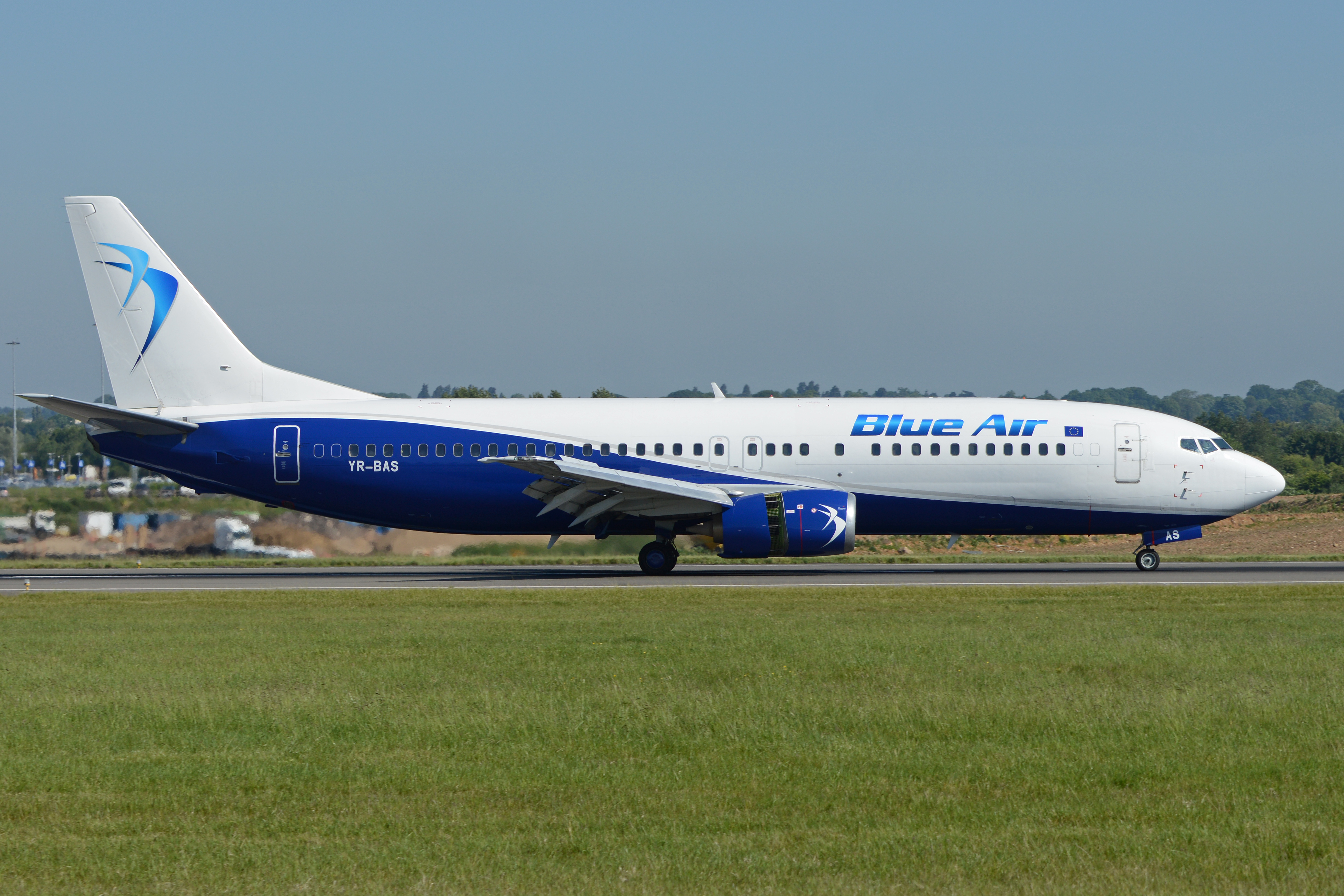
Avion de pasageri Boeing 737. Acest avion a fost folosit de către Blue Air în iunie 2019 pe ruta Baia Mare – Antalya

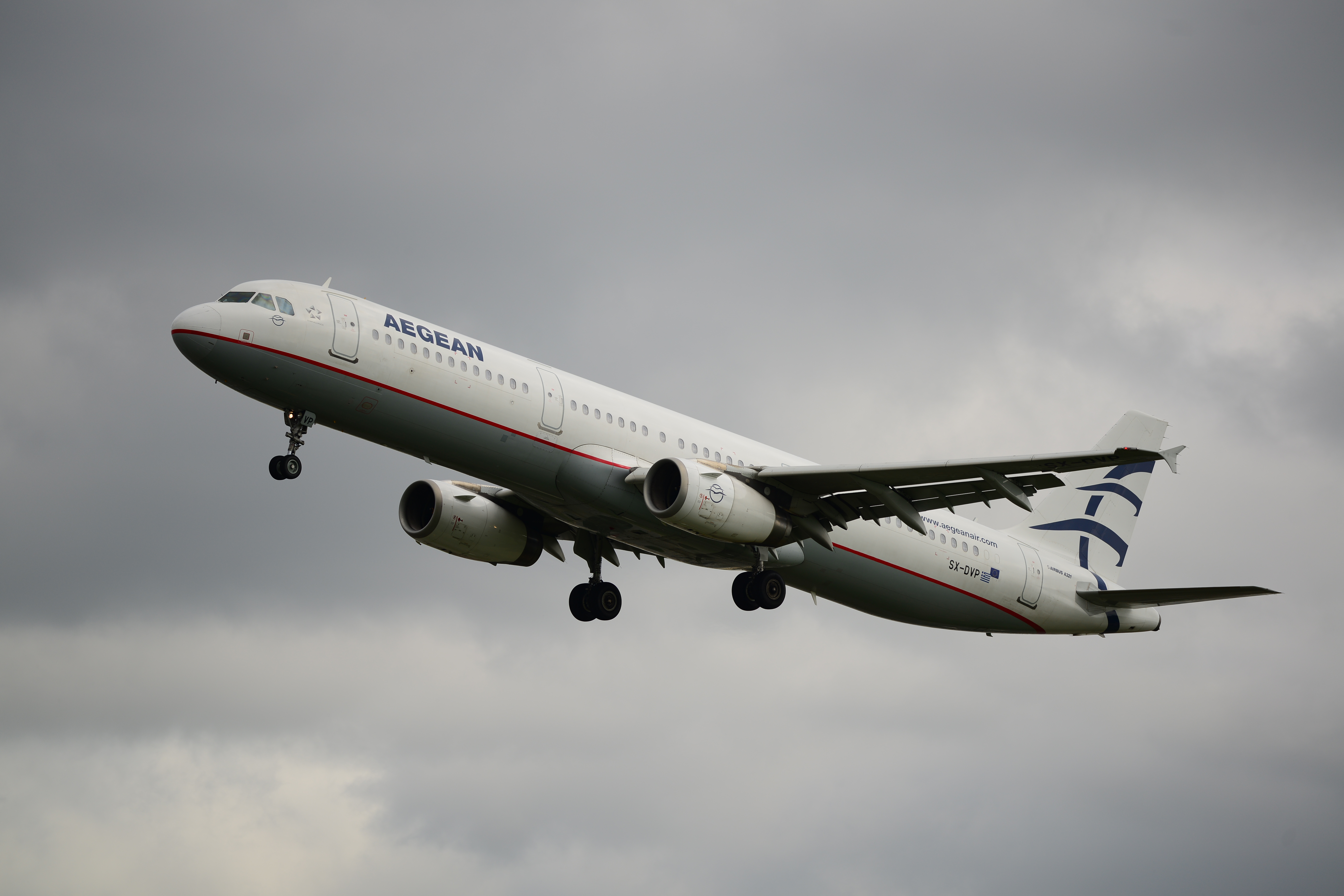
Avion de pasageri Airbus A321. Acest avion a fost folosit de către Aegean Airlines în aprilie 2021 pe ruta Baia Mare – Hurghada

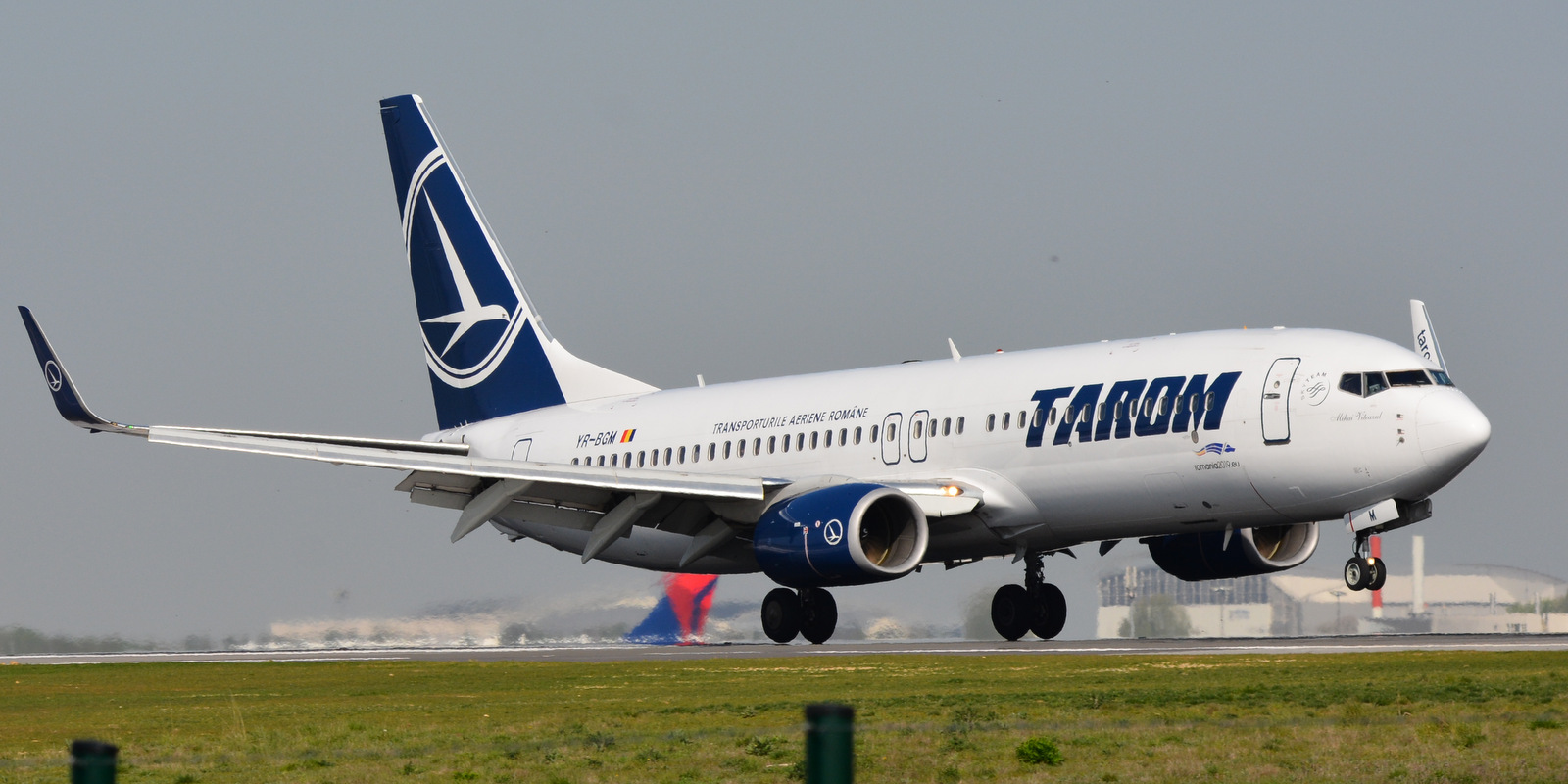
Avion de pasageri Boeing 737. Acest avion a fost folosit de către TAROM în iunie 2021 pe ruta Baia Mare – Antalya

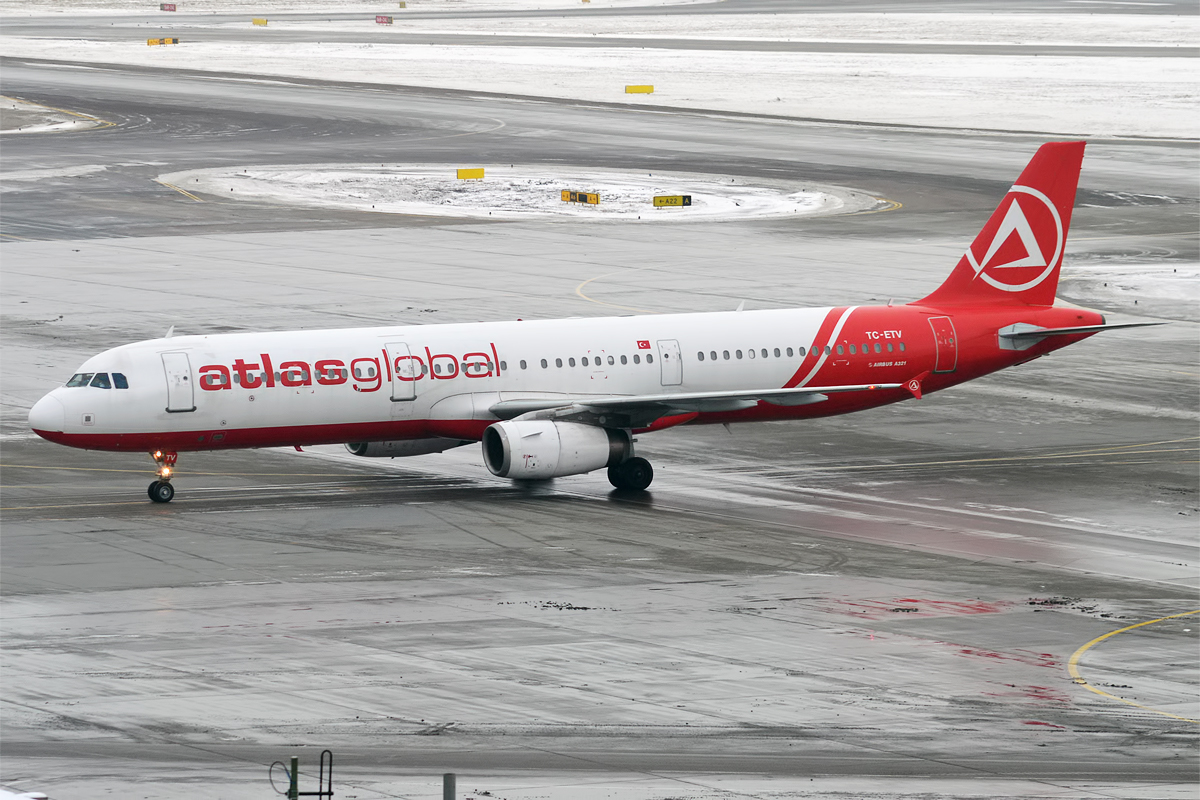
Avion de pasageri Airbus A321. Acest avion a fost folosit de către AtlasGlobal în iunie 2019 pe ruta Baia Mare – Antalya

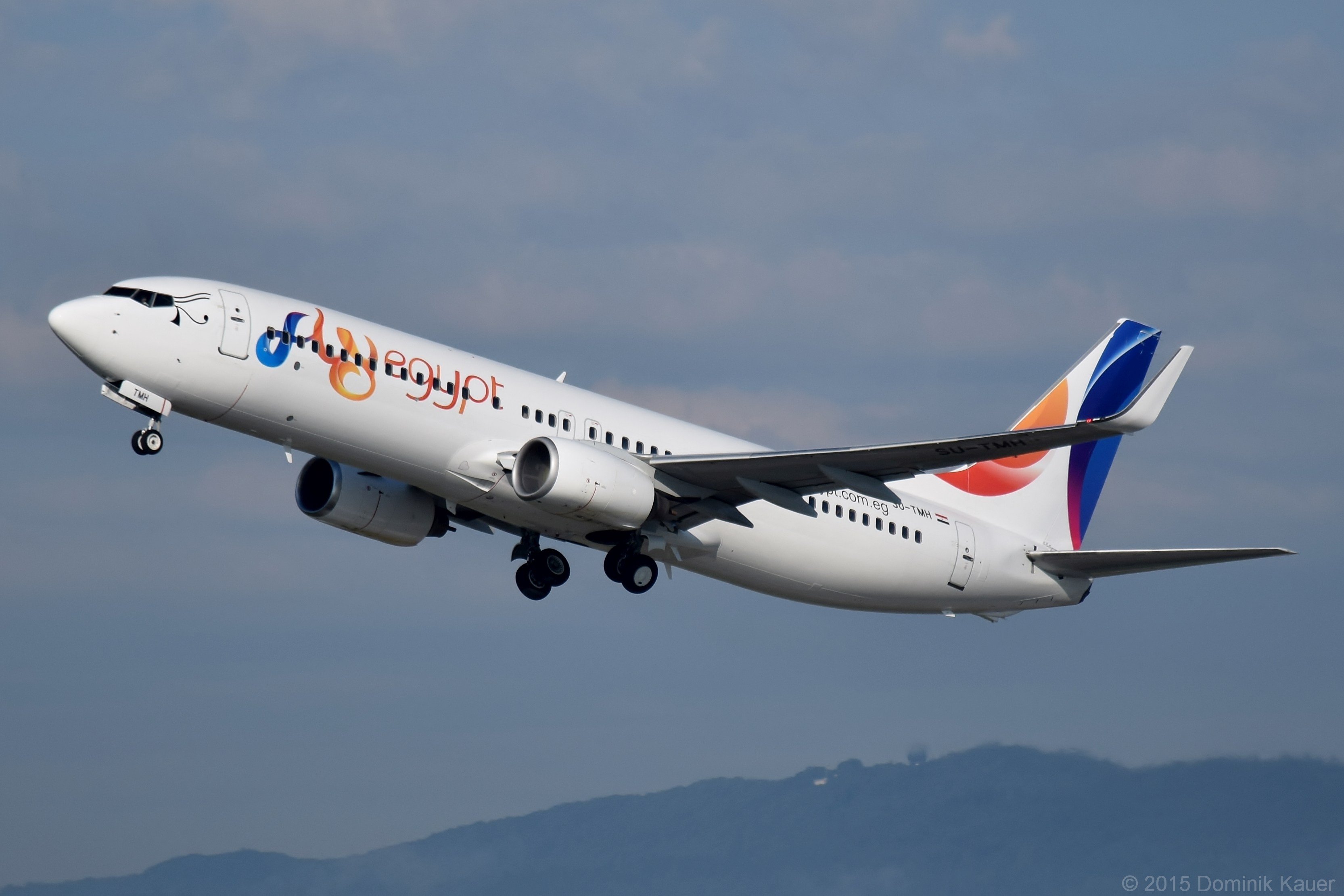
Avion de pasageri Boeing 737. Acest tip de avion a fost folosit de către FlyEgypt în 2021 pe ruta Baia Mare – Hurghada

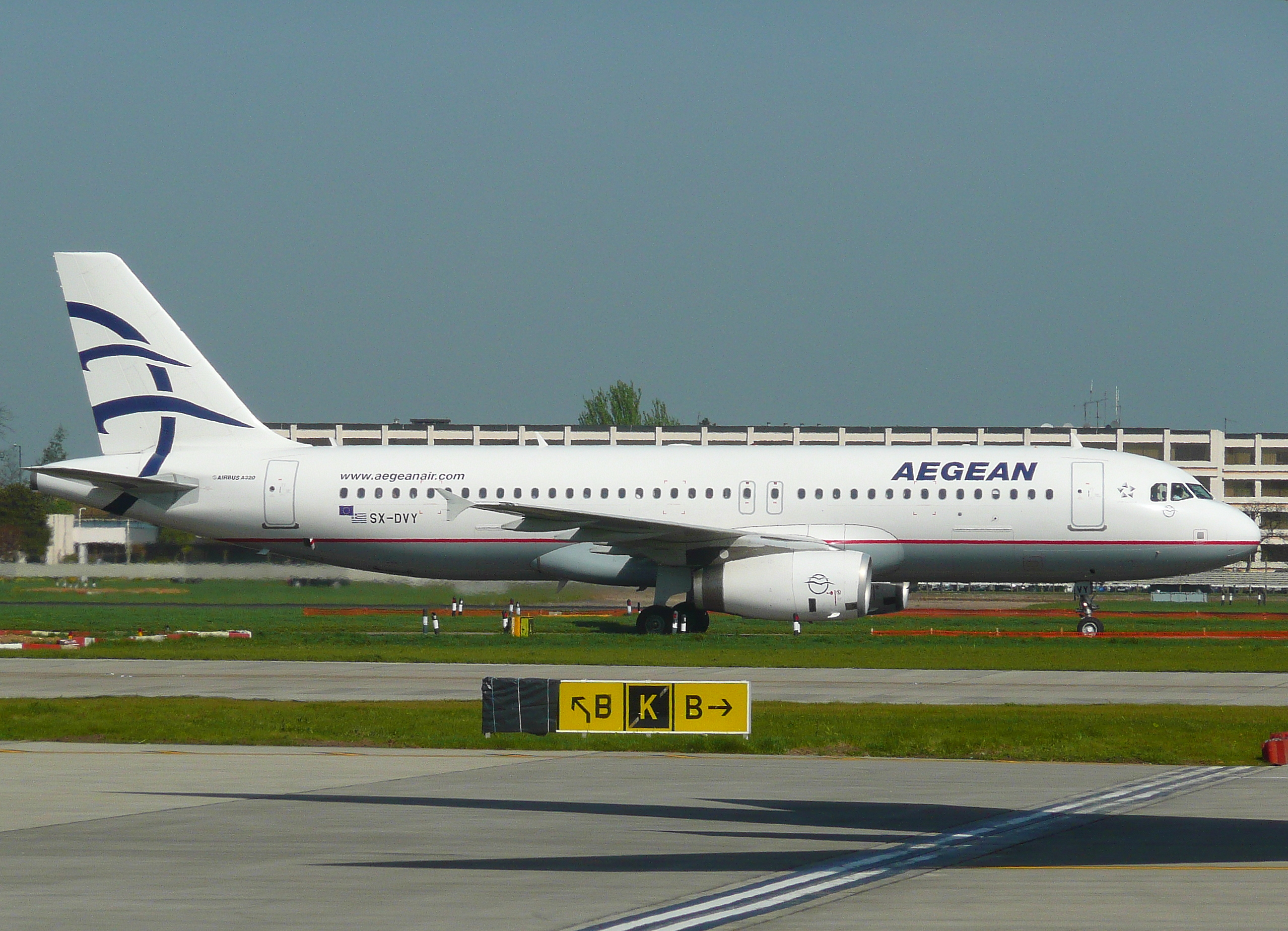
Avion de pasageri Airbus A320. Acest avion a fost folosit de către Aegean Airlines în iunie 2021 pe ruta Baia Mare – Antalya

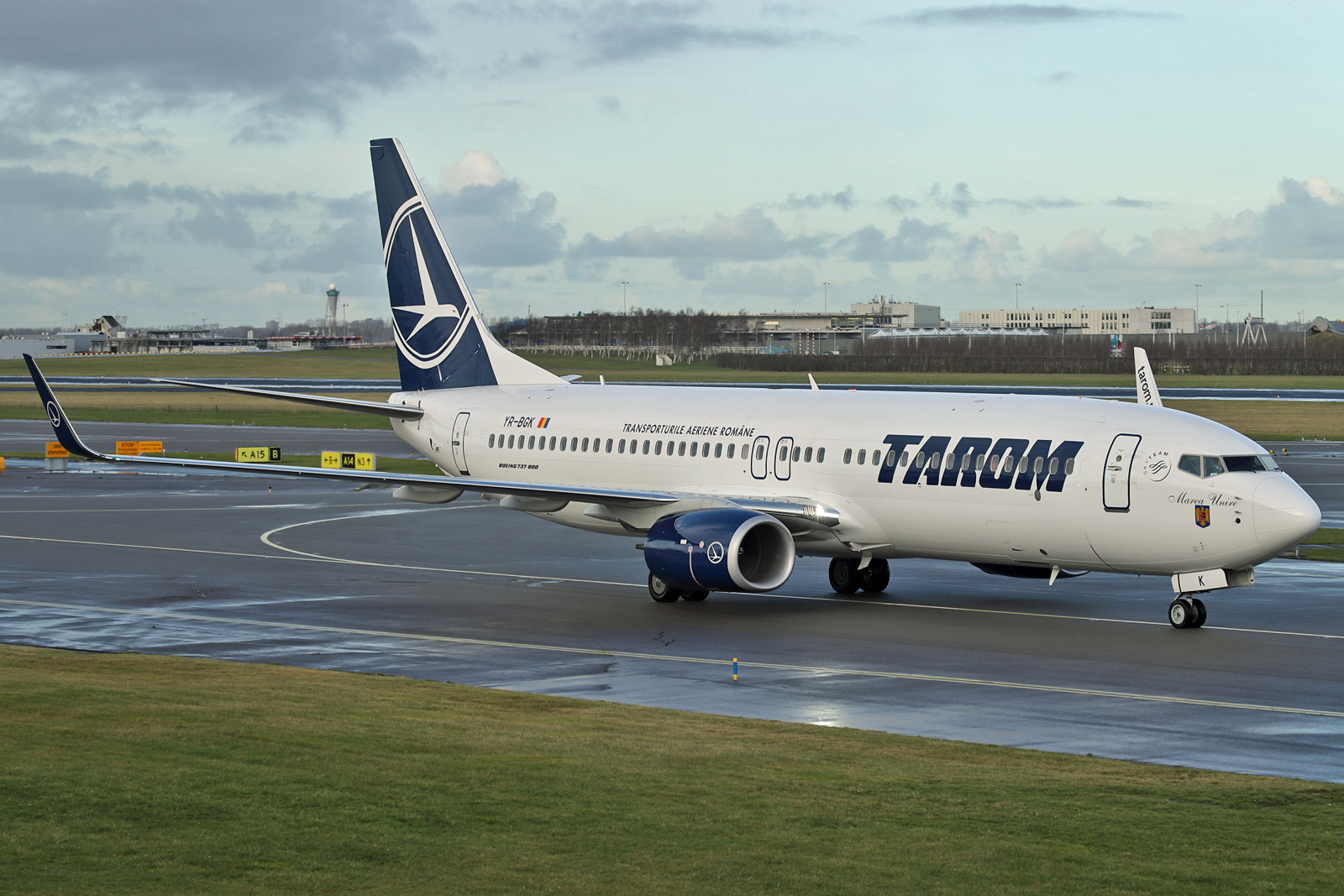
Avion de pasageri Boeing 737. Acest avion a fost folosit de către TAROM în iunie 2019 pe ruta Baia Mare – Antalya

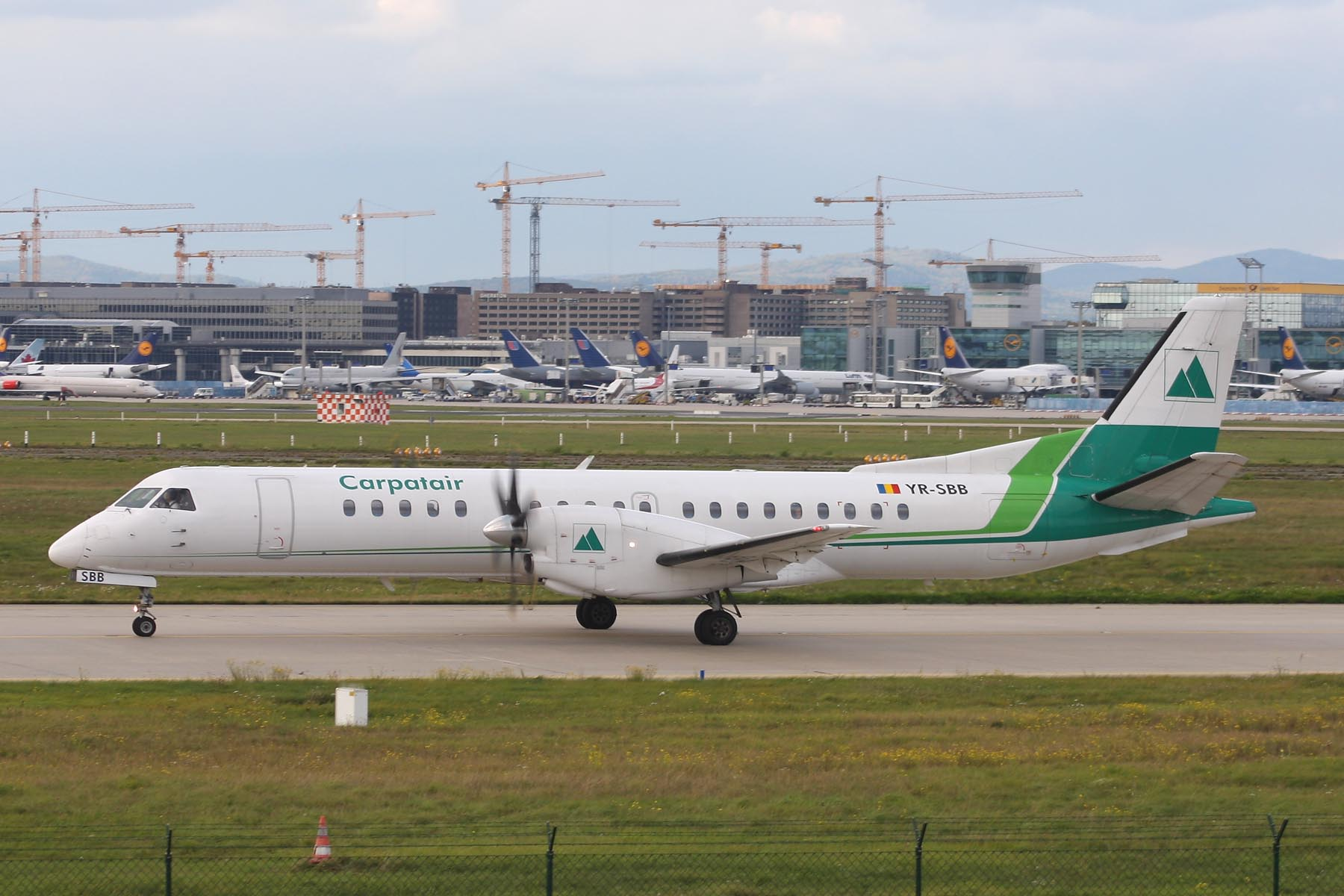
Avion de pasageri Saab 2000. Acest tip de avion a fost folosit de către Blue Air în 2009 pe ruta Baia Mare – Veneția

Companiile aeriene care au operat zboruri de pe Aeroportul Internațional Maramureș sunt  TAROM, Blue Air, Animawings, Austrian Airlines, Aegean Airlines, AlMasria Universal Airlines, AtlasGlobal, Corendon Airlines, FlyEgypt și HiSky. Aeroportul Internațional Maramureș dispune de două curse regulate de pasageri pe rutele Baia Mare – Paris operată de către HiSky și Baia Mare – București operată de către TAROM. În trecut Blue Air a oferit curse regulate spre București, Roma, Veneția și Viena iar Austrian Airlines a oferit curse regulate spre Viena.
| Linii aeriene               | Destinații |
| --------------------------- | --- |
| Aegean Airlines             | Charter sezonier 2021: Hurghada Charter sezonier 2022: Heraklion Charter sezonier 2023: Heraklion |
| Aerro Direkt                | Charter sezonier 2022: Antalya |
| AirConnect                  | București |
| AlMasria Universal Airlines | Charter sezonier 2020: Hurghada |
| Animawings                  | Charter sezonier 2021: Hurghada Charter sezonier 2021: Antalya Charter sezonier 2022: Antalya |
| AtlasGlobal                 | Charter sezonier 2019: Antalya |
| Austrian Airlines           | Viena (2008-2009) |
| Blue Air                    | Roma (2009) Veneția (2009) Viena (2009) București (2020) Charter sezonier 2019: Antalya |
| Corendon Airlines           | Charter sezonier 2021: Antalya Charter sezonier 2023: Antalya |
| FlyEgypt                    | Charter sezonier 2021: Hurghada |
| HiSky                       | Milano (decembrie 2021-mai 2022) Paris Londra (decembrie 2021) Charter sezonier 2021: Hurghada Charter sezonier 2022: Hurghada Charter sezonier 2022: Antalya Charter sezonier 2023: Hurghada Charter sezonier 2023: Antalya |
| TAROM                       | București Charter sezonier 2019: Antalya Charter sezonier 2020: Antalya Charter sezonier 2021: Antalya Charter sezonier 2022: Antalya Charter sezonier 2023: Antalya                                                         |

Traficul de pasageri pe Aeroportul Internațional Maramureș a cunoscut, de-a lungul timpului, diverse fluctuații, în ultimii ani crescând foarte mult numărul zborurilor de tip charter. În 2018, s-au  înregistrat 123 de curse charter, iar în 2019 un număr de 23.659 de pasageri au zburat pe cursele charter. Numărul de pasageri a crescut cu 112,82 % în 2019 față de 2010. În 2020, zborurile s-au redus cu 75 % față de 2019 iar curse charter au fost mai puține cu 90 %, iar 54 din cei 66 de angajați ai aeroportului au fost nevoiți să intre în șomaj tehnic sau în concediu, 12 au rămas să asigure permanența, conform legislației în domeniu. Pentru creșterea traficului pe aeroport, în mai 2021 a fost încheiat acord de cooperare între Județul Maramureș, Municipiul Baia Mare și Regia Autonomă Aeroportul Internațional Maramureș. În 2021, s-a înregistrat un trafic total de 44.266 de pasageri, iar în 2022 un trafic de 76.363 de pasageri, cel mai mare din ultimile două decenii.
|  | Graficele sunt indisponibile din cauza unor probleme tehnice. Mai multe informații se găsesc la Phabricator și la wiki-ul MediaWiki. |

Vezi interogarea Wikidata.
✳ În perioada ianuarie 2016-iulie 2018 traficul pe aeroport a fost restricționat datorită lucrărilor de modernizare.
✳✳ În perioada 16 martie 2020-12 iunie 2020 traficul pe aeroport a fost sistat.
De asemenea, mișcările de aeronave au cunoscut, de-a lungul timpului, diverse fluctuații. Numărul mișcărilor de aeronave a crescut cu un procent de aproximativ 9,47 %, în perioada 2010-2019.
✳ În perioada ianuarie 2016-iulie 2018 traficul pe aeroport a fost restricționat datorită lucrărilor de modernizare.
✳✳ În perioada 16 martie 2020-12 iunie 2020 traficul pe aeroport a fost sistat.

## Distanțe față de alte aeroporturi din România, Europa, Africa și Asia

### Distanțe față de alte aeroporturi din România
- Baia Mare și Bacău - 290 km
- Baia Mare și București - 400 km
- Baia Mare și Cluj-Napoca - 100 km
- Baia Mare și Constanța - 534 km
- Baia Mare și Iași - 318 km
- Baia Mare și Oradea - 138 km
- Baia Mare și Sibiu - 214 km
- Baia Mare și Târgu Mureș - 150 km
- Baia Mare și Timișoara - 262 km
- Baia Mare și Tulcea - 496 km

### Distanțe față de alte aeroporturi din Europa, Africa și Asia
- Baia Mare și  Antalya - 1340 km
- Baia Mare și  Budapesta - 316 km
- Baia Mare și  Charleroi/Bruxelles - 1.416 km
- Baia Mare și  Frankfurt pe Main - 1.120 km
- Baia Mare și  Hurghada - 2.450 km
- Baia Mare și  Londra - 1.766 km
- Baia Mare și  Madrid - 2.287 km
- Baia Mare și  Milano - 1.072 km
- Baia Mare și  Paris Charles de Gaulle - 1.550 km
- Baia Mare și  Paris Beauvais - 1.579 km
- Baia Mare și  Roma - 1.098 km
- Baia Mare și  Viena - 516 km